# Епархия Колатины
Епархия Колатины (лат. Dioecesis Colatinensis) — епархия Римско-Католической церкви с центром в городе Колатина, Бразилия. Епархия Колатины входит в митрополию Витории. Кафедральным собором епархии Колатины является церковь Святейшего Сердца Иисуса.

## История
23 апреля 1990 года Римский папа Иоанн Павел II издал буллу «Ex propinquo cotidianoque», которой учредил епархию Колатины, выделив её из архиепархии Витории.

## Ординарии епархии
- епископ Geraldo Lyrio Rocha (23.04.1990 — 16.01.2002) — назначен архиепископом Витории-да-Конкисты;
- епископ Décio Zandonade, S.D.B. (14.05.2003 — 14.05.2014[1]).
  - Sede Vacante

## Источник
- Annuario Pontificio, Libreria Editrice Vaticana, Città del Vaticano, 2003, ISBN 88-209-7422-3
- Булла Ex propinquo cotidianoque  (лат.)